# David L. Smith
David L. Smith (1968) és un programador informàtic americà conegut per haver llançat el virus Melissa el 26 de març de 1999 en un document de word amb un llistat de vídeos pornogràfics. El 2010 fou condemnat a 10 anys, que esdevingueren 20 mesos, i hagué de pagar 5.000 dòlars. La detenció fou resultat d'un esforç col·laboratiu de diversos membres de l'FBI, la policia de New Jersey, i científics de Suècia.